# Itapira
Itapira este un oraș în São Paulo (SP), Brazilia.